# Tiszasziget-Újszentiván vasútállomás
Az egykori Szeged-Karlova vasútvonal (835) állomása, 1920 után a Szeged-Vedresháza viszonylatra rövidült vonal állomása volt, Szőreg és Vedresháza között, Újszentiván község délnyugati csücskénél. Az állomás neve 1955-ig Ószentiván-Újszentiván volt, Ószentiván község Tiszasziget-re való átnevezésével kapta a jelenleg ismert nevét. A vedresházi vonal 1959. október 1-i bezárásával az állomás megszűnt, a vágányokat 1961-ben elbontották.
Ma, felújítva Újszentiván község gondozási központjaként üzemel az egykori felvételi épület.